# Tu trouveras... 10 ans de succès
Albums de Natasha St-Pier
Natasha St-Pier
(2008) Bonne nouvelle
(2012)
Tu trouveras... 10 ans de succès est la première compilation de la chanteuse acadienne Natasha St-Pier. Il sort en novembre 2009, un an après son dernier album studio intitulé Natasha St-Pier. Le sous-titre de l'album, Acte I, est pour Natasha l'occasion de démarrer un Acte II après l'entracte que constitue cet album et « la tournée qui va avec ». Il sort en France, en Suisse et en Belgique francophone avec un succès modeste. L'album a également été lancé au Canada avec deux titres supplémentaires le 8 juin 2010.

## Pistes

### Version française
| No  | Titre                                                           | Paroles                             | Musique                           | Extrait de l'album               | Durée |
| --- | --------------------------------------------------------------- | ----------------------------------- | --------------------------------- | -------------------------------- | ----- |
| 1.  | Tu trouveras                                                    | Lionel Florence                     | Pascal Obispo                     | De l'amour le mieux              | 5:01  |
| 2.  | L'instant T[Single] (inédit, version française de Trade it all) | Franck Deweare                      | Elio                              |                                  | 4:26  |
| 3.  | Je n'ai que mon âme                                             | Jill Kapler                         | Jill Kapler                       | À chacun son histoire            | 2:52  |
| 4.  | Mourir demain (en duo avec Pascal Obispo)                       | Lionel Florence                     | Asdorve                           | L'instant d'après                | 3:39  |
| 5.  | Un ange frappe à ma porte                                       | Asdorve                             | Asdorve                           | Longueur d'ondes                 | 4:10  |
| 6.  | Nos rendez-vous                                                 | Patrice Guirao, Volodia             | Gioacchino Maurici                | De l'amour le mieux              | 3:06  |
| 7.  | Tant que c'est toi                                              | Lionel Florence, Julie d'Aimé       | Pascal Obispo                     | L'instant d'après                | 6:27  |
| 8.  | Vivre ou survivre                                               | Daniel Balavoine                    | Daniel Balavoine                  | album des 500 choristes ensemble | 3:11  |
| 9.  | Tu m'envoles                                                    | Claudia Ferrandi, Jean-Marie Moreau | Piero Cassano                     | À chacun son histoire            | 4:22  |
| 10. | Embrasse-moi                                                    | Lionel Florence, Patrice Guirao     | John Mamann, Pascal Obispo        | Natasha St-Pier                  | 3:10  |
| 11. | Alors on se raccroche                                           | Lionel Florence                     | Pascal Obispo, Gioacchino Maurici | De l'amour le mieux              | 4:08  |
| 12. | Ce silence (en duo avec Frédéric Chateau)                       | Asdorve, Natasha St-Pier            | Asdorve                           | Longueur d'ondes                 | 3:54  |
| 13. | 1, 2, 3                                                         | Élodie Hesme                        | Dominique Mattei                  | Natasha St-Pier                  | 4:03  |
| 14. | Tant que j'existerai                                            | Frédéric Doll                       | Calogero, David Gategno           | Longueur d'ondes                 | 3:00  |
| 15. | Là-bas (en duo avec Florent Pagny)                              | Jean-Jacques Goldman                | Jean-Jacques Goldman              | De l'amour le mieux              | 5:08  |
| 16. | Haut les cœurs (inédit)                                         | Franck Deweare                      | André Manoukian                   |                                  | 3:46  |
| 17. | Trade it all (inédit)                                           | Raynae Edmonds                      | Elio                              |                                  | 4:26  |

Single.  Titre sorti en single
Il est à noter qu'aucun titre de l'album Émergence, premier album studio de la chanteuse, n'y figure.

### Version canadienne
Le titre inédit L'instant T figure également sur la compilation canadienne et est le premier extrait radio du disque. De plus, la version canadienne comprend deux duos enregistrés avec des chanteurs canadiens à savoir Quand on aime on a toujours vingt ans avec Jean-Pierre Ferland et Marie-Élaine Thibert ainsi que Laisser l'été avoir 15 ans avec Claude Dubois.

## Crédits
Pour la plupart des crédits, voir ceux des cinq albums studio de Natasha St-Pier concernés.
Staff d'enregistrement et de production
- Valérie Michelin - management

Conception artistique
- Les photos du livret de l'album proviennent des archives personnelles de Natasha St-Pier.

- Sylvie Debeaumorel - stylisme
- Vanessa Filho - photographie
- Meura - direction artistique
- Martin Tremblay - photographie
- VOLT - photographie
- Sato Yoïchiro - photographie

## Classements et certifications
| Pays     | Classement | Temps au hit-parade | Certification | Ventes certifiées | Ventes réelles |
| -------- | ---------- | ------------------- | ------------- | ----------------- | -------------- |
| Belgique | 31e        | 17 semaines         |               |                   |                |
| France   | 23e        | 7 semaines          |               |                   |                |